# Румен Николов (Пашата)
Вижте пояснителната страница за други личности с името Румен Николов.
Румен Гоцов Николов (Пашата) е български предприемач и бизнесмен, както и един от основателите на СИК, поради което името му често се свързва с организираната престъпност от времето на прехода.

## Биография

### Ранни години
Роден е в село Миланово на 26 май 1962 г. Завършва право в Югозападния университет.
Пашата е сред основателите на СИК. Участва в много от структурите на СИК: „Интерпетролеум“, застрахователно дружество „Спартак“, фирмата на бившите барети „Ин-80“, "Сенатор-ПМ, „Ай-Джи-Ем“ АД. Бил е съдружник на Бойко Борисов в няколко фирми, между които „Интербулпред“ и „Тео интернационал“.
Управител на фирма „Омега 93“. Собственик на фирма „Арена-95“. Собственик на заведения, хотели, клуб за запознанства „Дама пика“.